# John Paul Stevens

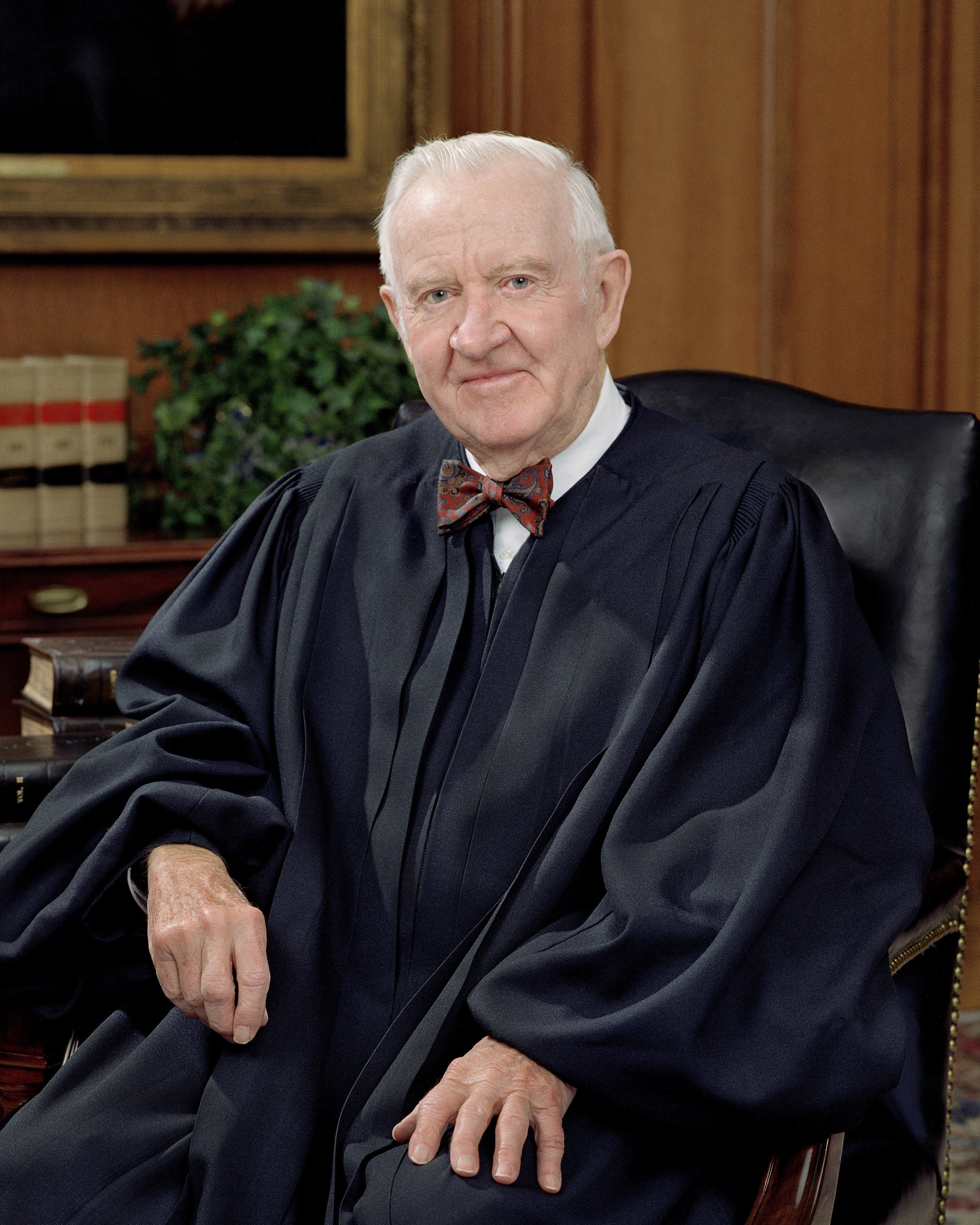
John Paul Stevens (2006)

John Paul Stevens (* 20. April 1920 in Chicago, Illinois; † 16. Juli 2019 in Fort Lauderdale, Florida) war ein US-amerikanischer Jurist und vom 19. Dezember 1975 bis zum 28. Juni 2010 Richter am Obersten Gerichtshof der Vereinigten Staaten (Supreme Court). Er war damit zum Ende seiner Amtszeit der sowohl älteste als auch dienstälteste Richter am Obersten Gericht der USA und nahm die Pflichten des Obersten Richters wahr, wenn dieser verhindert oder das Amt vakant war. Am 9. April 2010 kündigte er in einem Brief an US-Präsident Barack Obama an, dass er sein Richteramt am Supreme Court im Sommer desselben Jahres niederlegen werde. Am 28. Juni 2010 schied er aus dem Amt. Als seine Nachfolgerin wurde am 7. August 2010 Elena Kagan vereidigt.

## Leben
Stevens wurde 1920 in Chicago geboren. Er war mit Maryan Mulholland verheiratet und hatte fünf Stiefkinder sowie vier Kinder aus einer früheren Ehe.
Er studierte an der University of Chicago und später Recht an der Northwestern University School of Law. Im Zweiten Weltkrieg diente er von 1942 bis 1945 als Nachrichtenoffizier in der US Navy und wurde dabei mit dem Bronze Star ausgezeichnet. Nach dem Krieg diente er am Supreme Court als Gerichtsschreiber für Richter Wiley Blount Rutledge und erhielt 1949 das Anwaltspatent von Illinois. 1947 wurde ihm von der Northwestern University School of Law (Chicago) der akademische Grad Juris Doctor mit dem Prädikat magna cum laude verliehen. Von 1951 bis 1952 diente er als Rechtsberater des Monopolunterausschusses des Justizausschusses des US-Repräsentantenhauses und von 1953 bis 1955 als Mitglied eines Expertenausschusses der Regierung für Wettbewerbsrecht.
1970 nominierte ihn US-Präsident Richard Nixon als Richter am Bundesappellationsgerichtshof für den 7. Gerichtskreis (United States Court of Appeals for the Seventh Circuit). Diesem Gericht gehörte er als Nachfolger des verstorbenen Elmer Jacob Schnackenberg von 1970 bis 1975 an, als er von Präsident Gerald Ford als Nachfolger von Richter William O. Douglas am Supreme Court nominiert wurde. Stevens wurde vom Senat einstimmig, mit 98:0 Stimmen, im Amt bestätigt.
Am  16. Juli 2019 starb John Paul Stevens im Alter von 99 Jahren in Fort Lauderdale, Florida.

## Rechtsprechung
Schon früh in seiner Amtszeit schlug Stevens einen moderaten Weg in seiner Rechtsprechung ein. Er unterstützte die Wiederzulassung der Todesstrafe in den USA und lehnte im Leitentscheid Regents of the University of California v. Bakke (1978) die Zulässigkeit der systematischen Bevorzugung von Minderheiten (affirmative action) ab. Unter dem konservativeren Chief Justice William H. Rehnquist schloss sich Stevens in Fragen wie dem Recht auf Abtreibung und Föderalismus dem liberalen Flügel des Gerichtshofes an.
Stevens’ Rechtsprechung galt bis Ende der 1990er als eher eigenwillig. Er war (wie Richter Clarence Thomas) oft bereit, ungewöhnliche Auffassungen oder Minderheitsmeinungen zu vertreten. Dabei war er weder ein konservativer Originalist wie die Richter Scalia oder Thomas noch ein Vertreter der linksliberalen Ideale einer „demokratischen“ oder „lebendigen“ Verfassung wie die Richter Breyer und Ginsburg noch ein Pragmatiker wie Bezirksrichter Richard Posner. Vielmehr bediente er sich wie die vor ihm zurückgetretene Richterin O’Connor und überhaupt die meisten amerikanischen Richter mal der einen, mal der anderen dieser Grundeinstellungen. Als der Supreme Court sich Ende der 1990er in eine konservative Richtung bewegte, galt Stevens in seinen letzten 15 Jahren als „liberaler“ und die letzten Jahre als Führer des liberalen Flügels, der meist die abweichenden Voten gegen die konservative Mehrheitsmeinung begründete.
Am 26. Juni 2003 erklärte der Oberste Gerichtshof mit sechs zu drei Stimmen die Sodomiegesetze für ungültig. John Paul Stevens vertrat dabei die Mehrheitsmeinung.

### Meinungsfreiheit
Dies zeigt sich zum Beispiel an seiner Rechtsprechung zum Schutz der Meinungsäußerungsfreiheit unter dem ersten Verfassungszusatz. Über die Jahre wurde Stevens zum Verfechter eines weitgehenden Schutzes der Verbreitung jeglicher Inhalte. So war er in der Mehrheit, als der Gerichtshof in Ashcroft v. ACLU (2004) das gesetzliche Verbot computersimulierter Kinderpornografie als verfassungswidrig erklärte. Dagegen vertrat er in Texas v. Johnson (1989) – hier wie in anderen Fällen sichtlich unter dem Einfluss seiner Weltkriegserfahrung – die Minderheitsmeinung, dass das Verbrennen einer US-Flagge keine verfassungsrechtlich geschützte Meinungsäußerung darstelle und daher bestraft werden könne.

### Technologie
Stevens war in maßgeblicher Position an vielen Entscheidungen des Supreme Courts beteiligt, die sich mit der technischen Entwicklung im späten 20. und frühen 21. Jahrhundert befassten. 1978 schrieb er die Entscheidung, die Softwarepatente verhindert, ebenso wie bei der 5-zu-4-Sony-v.-Universal-Entscheidung, die das Verbot der Videorekorder verhinderte. Stevens argumentierte, dass Videorekorder zahlreiche Nutzungsmöglichkeiten besäßen, die nicht gegen Urheberrechtsgesetze verstießen und dass die Videorekorderhersteller keine Verantwortung dafür trugen, was ihre Kunden mit den Geräten anstellten. Zwar wäre es dem US-Kongress möglich, die Technik ganz zu verbieten, jedoch müsste er dies explizit in einem neuen Gesetz beschließen. Eine Entscheidung, die auch spätere Verfahren gegen die Hersteller von MP3-Playern maßgeblich beeinflusste.
Ebenfalls in Copyrightfragen war er in Eldred v. Ashcroft 2003 der unterlegenen Meinung, dass der Kongress nicht nachträglich die Schutzdauer von Werken verlängern könne.
Bei einem Fall von 1981, der die Tür für Softwarepatente wieder öffnete, befand sich Stevens mit 4 zu 5 auf der Verliererseite. Nachdem der Supreme Court nach Einrichtung des Federal Circuit lange keine Softwarepatentfälle annahm, entschied er 2010 in Bilski v. Kappos wieder einen solchen Fall. Der Supreme Court enthielt sich dabei allerdings weitergehenden Wertungen zur Frage des Patentrechts, Stevens schrieb die 4-zu-5-Mindermeinung, die Patente auf Geschäftsprozesse generell für nichtig erklärt hätte.

## Ehrungen
- 2008: Aufnahme in die American Academy of Arts and Sciences
- 2008: Aufnahme in die American Philosophical Society[6]
- 2012: Presidential Medal of Freedom[7]

## Belege
1. ↑  Retired Supreme Court Justice John Paul Stevens dies at 99, CNN vom 16. Juli 2019
2. ↑  Faksimile des Briefes (Memento vom 23. September 2013 im Internet Archive) (PDF-Datei; 34 kB), bereitgestellt auf media.washingtonpost.com, abgerufen am 9. April 2010
3. ↑  Marc Pitzke: Urteil des obersten US-Gerichts: Grundrecht auf Wildwest-Verteidigung. In: Spiegel Online. 28. Juni 2010, abgerufen am 5. Oktober 2018.
4. ↑  http://www4.law.cornell.edu/supct/justices/stevens.bio.html
5. 1 2 3 4 5  Timothy B. Lee: Farewell, Stevens: the Supreme Court loses its cryptographer in: Ars Technica, 30. Juni 2010
6. ↑  Member History: John Paul Stevens. American Philosophical Society, abgerufen am 9. Februar 2019.
7. ↑  The White House: President Obama Names Presidential Medal of Freedom Recipients (Memento des Originals vom 28. April 2012 im Internet Archive)  Info: Der Archivlink wurde automatisch eingesetzt und noch nicht geprüft. Bitte prüfe Original- und Archivlink gemäß Anleitung und entferne dann diesen Hinweis. (englisch, 26. April 2012, abgerufen am 30. Mai 2012)